# قرية الشيخ مغيرة
تعتبر قرية الشيخ مغيرة من اعظم قرى مركز ديروط يحيط بها بحر يوسف من ثلاث جهات وتوجد بها عائلات كثيرة جدا ويوجد بها مقابر والارض الزراعية على الضفة الثانية من بحر يوسف وبها عائلات البخايتة والشحايتة والنبوة والسعائدة والحزاينة والمهاودة والفولة والعكارمة والسلامية والعطارين واخري ومن رموز القارية الاستاذ زكي القاضي النائب بالحوار الوطني ومدير تحرير اليوم السابع والاستاذ احمد زكي القاضي مدير شركة ايجبت انترناشونال والاستاذ اهاب حمدي مدرس اول اللغة العربية والاستاذ حسن علي مقاول في الخارج والاستاذ منصور سوسي مدير بنادي ديروط والدكتور محمد ابراهيم جراح عام والدكتور عادل ابراهيم دكتور بيطري والاستاذ بلال باهي محاسب عام والدكتور احمد عبدالعزيز دكتور جامعة اسيوط كلية تربية والشيخ بدر معاذ مازون القرية والاستاذ محمد رضوان مدير مدرسة الاعدادي والمحامي محمد صابر معاذ والاستاذ خالد عبد الحكيم مدرس والاستاذ هاني توفيق من الشخصيات المحترمة مدرس والاهل جميعهم اخوات يتعاونو علي الخير 
قرية الشيخ مغيرة تابعة لمركز ديروط محافظة أسيوط  تقع على بحر يوسف، وفي جنبوب القرية يبرز بشكل واضح المسافات الضيقة بين المباني وهذا يظهر بالعكس في النواحي الشمالية والشرقية والغربية الذي تنتظم فيها توزيع المقابر بها تبعاً للطرق المصروفة والمخططات

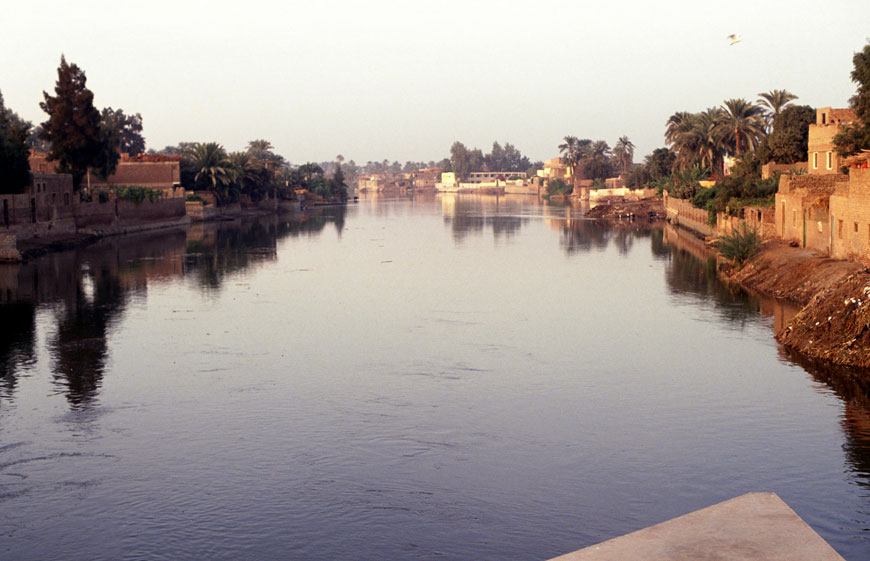
بحر يوسف [للإطلاع].

وعموماً يعتبر الجزء الجنوبي من القرية هو الأساس فقد كان وما زال القطاع الذي يعتمد عليه أهالي القرية في كسب رزقهم، فهو عبارة عن منطقة زراعية ضخمة فمعظم السكان كانوا يعملون في المزارع خارج القرية وتتميز المباني الحديثة بأنها أكثر ارتفاعاً من المباني القديمة واختلفت التصاميم بين النوعين.